# Pépoaza de Salinas
Neoxolmis salinarum
Espèce
Statut de conservation UICN

 LC  : Préoccupation mineure
Le Pépoaza de Salinas (Neoxolmis salinarum), aussi appelé Pépoaza des Salinas et Pépoaza des salines, est une espèce de passereaux de la famille des Tyrannidae.

## Distribution
Cet oiseau vit dans les marais salants arides du nord-ouest de l'Argentine.
Il fréquente les endroits halophiles en dessous de 200 m d'altitude. Il privilégie les bords des lagunes salées et les milieux de Salicorne.

## Systématique
Cette espèce est monotypique selon la classification de référence du Congrès ornithologique international (version 9.1, 2019). Certaines bases de données le considèrent comme une sous-espèce du Pépoaza traquet (Xolmis rubetra), sous le nom de Xolmis rubetra salinarum,.